# Elisabeth Caland

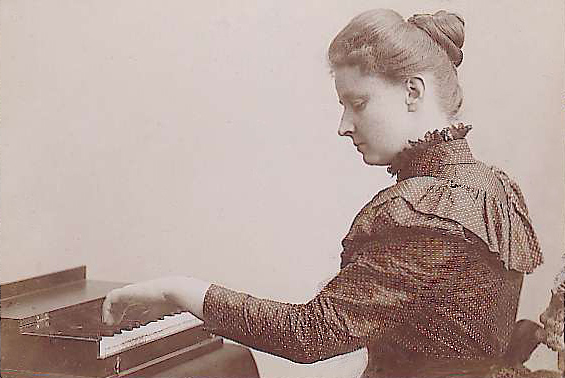
Elisabeth Caland

Elisabeth Johanna Amelia Caland (* 13. Januar 1862 in Rotterdam; † 26. Januar 1929 in Berlin) war eine deutsche Pianistin, Klavierpädagogin und Theoretikerin der Klaviertechnik holländischer Herkunft.

## Leben

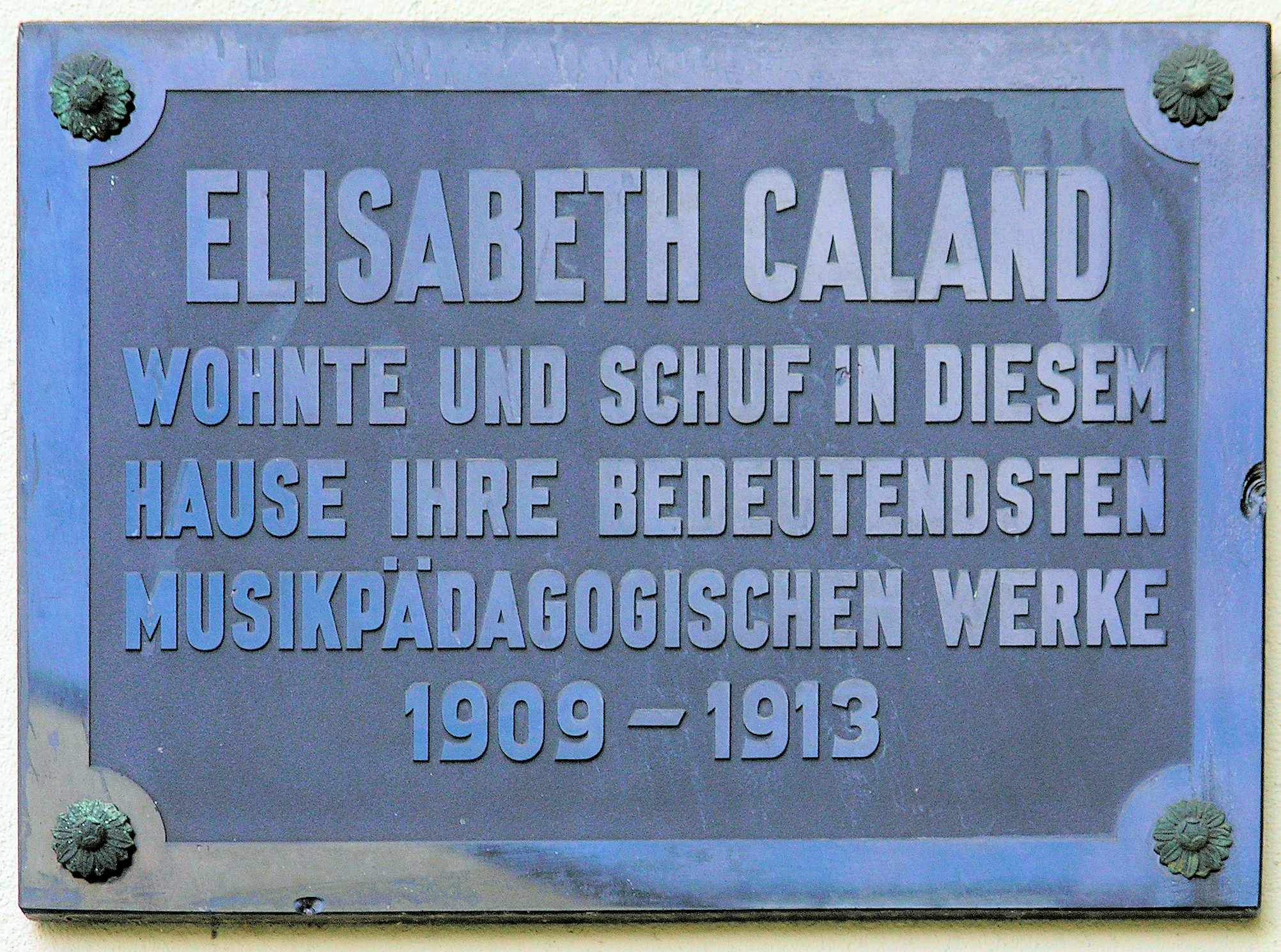
Gedenktafel am Wohnhaus in Berlin-Charlottenburg, Nithackstraße 22

Ihre erste Ausbildung erhielt sie in Rotterdam. Danach studierte sie bei Marie Jaëll in Paris und 1884 bis 1886 bei Ludwig Deppe in Berlin (Klavier), wonach sie sich beim Ehepaar Anna und Horace F. Clark-Steiniger weiterbildete (beide waren auch Schüler von Deppe), und 1895–96 bei Josef Řebíček (Theorie). Sie studierte auch Anatomie bei René du Bois-Reymond. Caland unterrichtete Klavier zuerst in Wiesbaden, seit 1898 in Berlin und seit 1915 in Gehlsdorf und Rostock. Dabei vertrat sie Deppes Konzeption des Klavierspiels mittels koordinierter Bewegung des ganzen Arms anstatt einer isolierten Fingerbewegung, die aus dem Cembalospiel hervorging. Sie setzte sich für diese Spielweise ein, die mit der damals üblichen in einer Konfrontation stand. Als erste begründete sie die bewusste Senkung des Schulterblatts als Kunstbewegung zur Erschließung der Rückenmuskeln als Kraftquelle beim Klavierspiel, was sie auch praktisch lehrte, ebenso führte sie die Schüttelbewegung von der Schulter her als systematische Grundlage für die Ausführung von Tremolofiguren und Trillern in die Methodik ein. Sie schrieb mehrere Bücher über die Klaviertechnik, in welchen sie die „Deppe’sche Methode“ beschrieb, sowie Aufsätze in der Zeitschrift Musikpädagogische Blätter.

## Schüler
Die englische Pianistin Mary Wurm wurde ab 1900 langjährige Schülerin von Elisabeth Caland, die sie von einem Armkrampf befreite. Sie verfolgte die Caland-Methode weiter und veröffentlichte 1914 eine "Praktische Vorschule zur Caland-Lehre". Der bedeutendste Schüler von Elisabeth Caland wurde Alexander Truslit. Nach dem Tod von Elisabeth Caland leitete er die Caland-Schule in Berlin und gründete ein "Forschungsinstitut für künstlerisches Klavierspiel". Später erweiterte er Calands Lehre zu einer allgemeinen musikalischen Körpermethodik.

## Werke von Elisabeth Caland
- Die Deppe'sche Lehre des Klavierspiels, Ebner, Stuttgart 1897. Reprint Wilhelmshaven 2004. ISBN 3-7959-0854-X Transl. Artistic Piano Playing as Taught by Ludwig Deppe, Nashville 1901, Reprint US 2017. ISBN 978-0-344-15702-8
- Ludwig Deppe's Fünffingerübungen und sein mit Fingersatz und Pedalbrauch bezeichnetes Übungsmaterial, Ebner'sche Hof-Musikalienhandlung, Stuttgart 1899.
- Ludwig Deppes Fünffingerübungen inklusive Vorübungen zum schnellen Oktavenspiel, Stuttgart 1900.
- Technische Ratschläge für Klavierspieler, Ebner, Stuttgart 1902, neuerschienen zusammen mit Die Deppe'sche Lehre des Klavierspiel, ebenda, 1912.
- Die Ausnützung der Kraftquellen beim Klavierspiel, Stuttgart 1904. Reprint Wilhelmshaven 2006. ISBN 3-7959-0872-8
- Das künstlerische Klavierspiel in seinen physiologischen und physikalischen Vorgängen, Magdeburg 1910. Reprint Wilhelmshaven 2005. ISBN 3-7959-0860-4
- Praktische Lehrgänge für künstlerisches Klavierspiel, Stuttgart 1912.
- Anhaltspunkte zur Kontrolle zweckmässiger Armbewegungen beim künstlerischen Klavierspiel, Magdeburg, Heinrichshofen 1919. Reprint Wilhelmshaven 2005. ISBN 3-7959-0868-X

## Sekundärliteratur
Gerig, Reginald: Famous Pianists and Their Technique, Washington 1976. ISBN 0-88331-066-X
Roth, Elgin: Die Wiederentdeckung der Einfachheit, Augsburg 2004. ISBN 3-89639-434-7
Wurm, Mary: Praktische Vorschule zur Caland-Lehre, Hannover 1914
Ydefeldt, Stefan: Die einfache runde Bewegung am Klavier: Bewegungsphilosophien um 1900 und ihre Auswirkungen auf die heutige Klaviermethodik, Augsburg 2018. Wißner Verlag orig. Schwedisch, ISBN 978-3-95786-136-8
Ydefeldt, Stefan: Musik und Bewegung beim Klavierspiel - 74 bedenkenswerte Übungen, Augsburg 2023. Wißner Verlag orig. Schwedisch, ISBN 978-3-95786-341-6